# Charles François Petitmengin
Pour les articles homonymes, voir Petitmengin.
Charles François Petitmengin, né le 20 avril 1735 à Remiremont et mort le 25 octobre 1794 à Saint-Dié, est un député du tiers état aux États généraux de 1789. 
Procureur du roi et subdélégué de l'intendant de Lorraine et du Barrois sous l'Ancien Régime, il fait partie de la majorité réformatrice à l'Assemblée nationale constituante, où il siège jusqu'à la fin de la session le 30 septembre 1791. Il est maire de Saint-Dié en 1794 et meurt en fonctions.

## Biographie

### Administrateur sous l'Ancien Régime
Charles François Petitmengin est né le 20 avril 1735 à Remiremont,,. Il est le fils de Charles-Antoine Petitmengin, homme de loi, et de Marie-Anne Humbert.
Il est d'abord avocat du roi au bailliage de Saint-Dié, puis procureur du roi au présidial de Saint-Dié,, à partir de 1769. 
En 1771, il devient en plus subdélégué de intendant de Lorraine et du Barrois, Antoine Chaumont de La Galaizière, à Saint-Dié. Le territoire de sa subdélégation s'étend s'étend de Raon-l'Étape au nord jusqu'au sources de la Meurthe au sud. Petitmengin doit gérer la levée de la milice, l'enseignement élémentaire, les constructions publiques, l'entretien des routes et envoie des rapports à l'intendant sur la production agricole, l'industrie et le commerce. Cette fonction ne comporte pas en soi de rémunération. Petitmengin l'abandonne en février 1789, la subdélégation de Saint-Dié étant réunie à celle de Bruyères. 

### Carrière politique pendant la Révolution française
Le 31 mars 1789,,, il est élu député du tiers état du bailliage de Mirecourt aux États généraux,,,,. Il est le deuxième député du tiers état sur quatre élus dans ce bailliage,.
À l'Assemblée nationale constituante, il fait partie de la majorité réformatrice. Il siège jusqu'à la fin de la session de l'Assemblée nationale constituante le 30 septembre 1791. Il est désigné le 4 septembre 1791 deuxième haut juré pour le département des Vosges,, c'est-à-dire juge au tribunal qui siège à Mirecourt. 
Le 18 mars 1794, il devient maire de Saint-Dié,, ville où il meurt, en fonctions, le 25 octobre 1794,,.

### Mariage
Charles François Petitmengin épouse à Bruyères en 1761 Marguerite Élisabeth Mauljean, fille de Charles-Romary Mauljean et de Marie-Catherine de Bourgogne.